# Salvatore Baccaro
Salvatore Baccaro (* 6. Mai 1932 in Roccamandolfi, Molise; † 18. Dezember 1984 in Novara) war ein italienischer Darsteller beim Film.

## Leben
Baccaro, der unter Akromegalie litt, arbeitete als Blumenhändler in der Nähe der Paolis Studios und wurde auf Grund seines ungewöhnlichen Äußeren (kleinwüchsig, stämmig, dicht behaart und markantes Gesicht) für kleine Rollen in Italowestern besetzt. Von da an war er bis zu seinem frühen Tod in über sechzig weiteren Filmen aktiv; darunter viele Klassiker des Trash-Filmes und verständlicherweise Horrorfilme. Sein Rollenspektrum reichte von komischen Charakteren in Mittelalterfilmen und Komödien bis zu Neandertalern. In seiner bekanntesten Rolle, in Luigi Batzellas La bestia in calore reißt er Frauen die Schamhaare aus, um sie danach zu verspeisen. Daneben war er aber auch für Regisseure wie Dario Argento, Alberto Sordi und Dino Risi tätig. Phantasievolle Pseudonyme wie Sal Boris oder Boris Lugosi begleiteten ihn hierbei. Sein frühzeitiger Tod wurde erst Jahre später durch ein Interview mit seinem Bruder für eine italienische Fernsehsendung bekannt.

## Filmografie (Auswahl)
- 1971: …E lo chiamarono Spirito Santo
- 1972: Drei Vaterunser für vier Halunken (Il grande duello)
- 1972: Ein Halleluja für Spirito Santo (Un oomo avvisato mezzo ammazzato… Parola di Spirito Santo)
- 1972: Ein Halleluja für zwei linke Brüder (Jesse & Lester due fratelli in un posto chiamata Trinità)
- 1972: Verflucht, verdammt und Halleluja (E poi lo chiamarono il magnifico)
- 1973: Auch die Engel essen Bohnen (Anche gli angeli mangiano fagioli)
- 1973: Corte marziale
- 1973: Die Leichenfabrik des Dr. Frankenstein (Terror! Il castello delle donne maledette)
- 1973: Nonnen, Gold & Gin (Sette monache a Kansas City)
- 1974: Willkommen im Knast (Farfallon)
- 1975: Lucky Girls (Qui comincia l'avventura)
- 1975: Müssen Männer schön sein? (40 gradi all'ombra del lenzuolo)
- 1975: Profondo rosso
- 1976: Black Emanuelle – Stunden wilder Lust (Emmanuelle in America)
- 1976: Lollipops und heiße Höschen (Spogliamoci così senza pudor…)
- 1977: La bestia in calore
- 1978: Star Crash – Sterne im Duell (Scontri stellari oltre la terza dimensione)
- 1979: Ein Superbulle gegen Amerika (Squadra antigangsters)
- 1979: Ein total versautes Wochenende (Sabato domenica e venerdì)
- 1980: Tele Vaticano – Das Auge des Papstes (Il pap'occhio)
- 1981: Zwei tote Hosen sahnen ab (Uno contro l'altro… praticamente amici)
- 1982: Ator II – Der Unbesiegbare (Ator 2 – L'invincibile Orion)
- 1984: Ab in den Knast (Tutti dentro)
- 1984: Der dicke König Dagobert (Dagobert)